# Антонівка (зупинний пункт)
Не варто плутати зі станцією Антонівка на Поліссі.
Анто́нівка — пасажирський залізничний зупинний пункт Шевченківської дирекції Одеської залізниці.
Розташований неподалік від села Антонівка Гайсинського району Вінницької області на лінії Зятківці — Гайворон між станціями Зятківці (13 км) та Дукля (5,5 км).
Найближчі села: Панчишине (2 км), Велика Мочулка (4 км), Шевченка (5 км).

## Сполучення
Через станцію з 13.12.2015 р. відновлено рух приміських поїздів.
З 05.10.2021 р. приміський поїзд "Гайворон-Вінниця" курсує у складі плацкартних вагонів щоденно. Пенсіонери мають право безкоштовного проїзду.
Введено причіпні вагони до Києва по днях тижня (купе і плацкарт). У київські вагони квитки беруться заздалегідь, на відміну від решти вагонів поїзда.
Відправлення зі ст. Атонівка на Вінницю о 03.20, назад з Вінниці 18.46. Час відправлення з Антонівки на Вінницю о 2.30 год., прибуття 6.33. Із Вінниці відправлення 18.46, прибуття в Антонівку — 22.45.
По днях тижня є вагони до Києва.